# Stone Cold Steve Austin
Steve Austin (ur. 18 grudnia 1964 jako Steven James Anderson, później Steven James Williams) – amerykański wrestler znany głównie z występów w World Championship Wrestling w latach 1991 – 1995 i World Wrestling Federation / Entertainment od 1996.
W WCW był znany jako „Stunning” Steve Austin i był heelem. Razem z Brianem Pillmanem tworzył drużynę The Hollywood Blondes. Potem krótko występował w ECW, gdzie jak sam przyznaje, nauczył się odgrywać postać. Debiutował w WWF jako The Ringmaster, sługa Teda DiBiasego, aby wkrótce się od niego odciąć i stać się niezależnym buntownikiem o pseudonimie Stone Cold. Charakterystyczne dla niego było picie piwa przed wszystkimi i atakowanie przeciwników Stone Cold Stunnerem, nawet poza zaplanowanymi walkami. Mimo charakteru przypisywanego zwykle heelom, jego rywalizacja przeciwko szefowi, Vince'owi McMahonowi, sprawiła, że stał się ulubieńcem publiczności uznawanym za face'a. Wielu analityków uważa go za symbol Attitude Era i przypisuje mu przyczynienie się do zwycięstwa WWF w rywalizacji przeciwko WCW, która powszechnie była nazywana Monday Night Wars.
Jest dwukrotnym posiadaczem WCW World Television Championship, jednokrotnym posiadaczem NWA / WCW World Tag Team Championship, dwukrotnym posiadaczem WCW United States Heavyweight Championship, dwukrotnym posiadaczem WWF Intercontinental Championship, sześciokrotnym posiadaczem WWF Championship / WWF World Heavyweight Champion, czterokrotnym posiadaczem WWF World Tag Team Championship, trzykrotnym zwycięzcą Royal Rumble i od 2009 roku członkiem WWE Hall of Fame.

## Dzieciństwo i młodość
Urodził się 18 grudnia 1964 w Victoria, w stanie Teksas jako Steven James Anderson. Był wychowywany przez matkę Beverly Harrison i ojczyma, Kena Williamsa poślubionego przez Harrison w 1968. Ponieważ Steven Anderson nie znał swojego biologicznego ojca, Jamesa Andersona, zaadoptował Williams jako swoje nazwisko. Miał trzech braci – Scotta, Kevina i Jeffa – oraz młodszą siostrę Jennifer. Dorastał w mieście Edna, gdzie uczęszczał do liceum Edna High School.
W liceum trenował futbol amerykański, należał do stowarzyszenia National Honor Society i otrzymał stypendium futbolowe, które umożliwiło mu studiowanie wychowania fizycznego w college’u Wharton County Junior College, a potem na uniwersytecie University of North Texas. Z przyczyn finansowych nie ukończył studiów i zaczął pracować na stacji załadunkowej w Houston.

## Kariera wrestlerska

### United States Wrestling Association (1988–1991)
W 1988 trenował w szkole wrestlingu „Gentelmena” Chrisa Adamsa przy używanej przez World Class Championship Wrestling (WCCW) i United States Wrestling Association (USWA) arenie Sportatorium w Dallas, w stanie Teksas. Jego pierwsza walka miała miejsce 26 czerwca 1988 w Portland w stanie Oregon. Na początku 1990 roku zaczął występować w Memphis, Tennessee. Opiekujący się nim wrestler Dutch Mantell postanowił, że Steve Williams potrzebuje pseudonimu ringowego, ponieważ podobnie nazywający się wrestler „Dr. Death” Steve Williams był już znany z występów w World Championship Wrestling. Mantell nadał Williamsowi pseudonim Steve Austin, po postaci z serialu The Six Million Dollar Man. Po około miesiącu Austin powrócił do Teksasu, gdzie rywalizował ze swoim byłym trenerem, Chrisem Adamsem. Ich konflikt był stylizowany na rywalizację między uczniem, a nauczycielem. Valetem Adamsa była wówczas jego żona Toni. Austin mianował swoim valetem byłą żonę swojego rywala, Jeannie Clark. Ich wątek jednak nie miał zakończenia, ponieważ USWA zakończyła występy w Teksasie z powodu sporu prawnego. Od 10 listopada 1990 do maja 1991 Austin wraz z Rodem Price’em był posiadaczem mistrzostwa TWF Tag Team Championship. 25 stycznia 1991 wziął udział w turnieju o mistrzostwo USWA Texas Heavyweight Championship. W ćwierćfinale pokonał Stevena Dane'a, a w półfinale zmierzył się ze swoim partnerem tagteamowym, Rodem Price’em. Ich walka zakończyła się podwójną dyskwalifikacją, więc obaj odpadli z turnieju. W tym samym roku Austin brał udział w turnieju o mistrzostwo USWA Southern Heavyweight Championship – doszedł do finału, w którym został pokonany przez Jeffa Jarretta.

### World Championship Wrestling (1991–1995)

#### Mistrz WCW World Television (1991–1992)
W 1991 roku dołączył do World Championship Wrestling (WCW), gdzie posługiwał się pseudonimem ringowym „Stunning” Steve Austin. Początkowo przez krótki czas jego valetem była Vivacious Veronica. 3 czerwca zdobył tytuł WCW World Television Championship pokonując ówczesnego mistrza Bobby’ego Eatona na cotygodniowej gali WCW Worldwide. W walce z Eatonem debiutowała także Jeannie Clark, która powracała do roli valeta Austina i używała pseudonimu Lady Blossom. Jako mistrz Television rywalizował między innymi z Joey Maggsem, Bobbym Eatonem i P.N. Newsem. Jednym z jego największych rywali był Dustin Rhodes. 25 sierpnia wziął udział w turnieju o mistrzostwo WCW United States Heavyweight Championship. Pokonał The Z-Mana przez dyskwalifikację w ćwierćfinale i Barry'ego Windhama przez dyskwalifikację w półfinale, ale przegrał w finale ze Stingiem.
W październiku 1991 manager Paul E. Dangerously powrócił do organizacji i w kayfabe miał zamiar zniszczyć WCW od środka kawałek po kawałku. W tym celu stworzył w strukturach organizacji stajnię heelów o nazwie The Dangerous Alliance. Do stajni przyłączyli się między innymi Steve Austin, Arn Anderson, Rick Rude, Larry Zbyszko i Bobby Eaton. Od tej pory Austin czasem walczył w tag teamie z Rickiem Rude'em.
29 lutego 1992 na gali SuperBrawl Austin i Larry Zbyszko zostali pokonani przez Barry'ego Windhama i Dustina Rhodesa. 16 czerwca Austin i Rude wzięli udział w turnieju tag teamów o tytuł NWA World Tag Team Championship. W pierwszej rundzie z 16 czerwca pokonali Marcusa Alexandra Bagwella i The Z-Mana, a 12 lipca w ćwierćfinale przegrali z Barrym Windhamem i Dustinem Rhodesem, więc odpadli z turnieju. Następnie Austin wziął udział w turnieju G1 Climax. W pierwszej rundzie 6 sierpnia pokonał Arna Andersona, a w ćwierćfinale 10 sierpnia odpadł przegrywając z Keiji Muto. 25 października na gali Halloween Havoc po raz kolejny zmierzył się z Dustinem Rhodesem i Barrym Windhamem, tym razem będąc w tag teamie ze Steve’em Williamsem. Walka zakończyła się remisem z powodu upływu czasu. 17 kwietnia wziął udział w turnieju Nintendo Top Ten Challenge Tournament – odpadł w pierwszej rundzie przegrywając z Ronem Simmonsem. 27 kwietnia przegrał tytuł WCW World Television Championship w walce typu Two out of Three Falls match przeciwko Barry’emu Windhamowi na cotygodniowej gali WCW Saturday Night. Austin pokonał mistrza i odzyskał tytuł 23 maja w odcinku WCW WorldWide. 2 września przegrał pas w walce z Rickym Steamboatem na WCW Clash of the Champions.

#### The Hollywood Blondes (1993)
2 stycznia 1993 utworzył tag team o nazwie The Hollywood Blondes z Brianem Pillmanem, wówczas posługującym się pseudonimem ringowym Flyin' Brian. Tego dnia wygrali swoją pierwszą walkę zespołową – ich przeciwnikami byli Larry Santo i Rikki Nelson. Austin później twierdził, że nauczył się sztuki udzielania wywiadów od Pillmana, który częściej przemawiał w imieniu drużyny. 3 marca razem zdobyli mistrzostwo WCW World Tag Team Championship pokonując Ricky’ego Steamboata i Shane’a Douglasa w odcinku WCW Main Event. Przed sierpniową galą Brian doznał kontuzji kolana, więc w obronie tytułu 18 sierpnia na WCW Clash of the Champions XXIV zastępował go Lord Steven Regal. Tag teamowi towarzyszył Sir William (manager Regala) i kulejący podpierający się kulami Pillman. Austin uważał, że tytuł nie powinien być stawką w walce, skoro jego drużyna nie może występować w oryginalnym składzie, jednak konferansjer Tony Schiavone zauważył, że w przeszłości Pillman jako heel zbyt wiele razy udawał kontuzje żeby nadal było to brane pod uwagę. Pretendentami do tytułu byli wówczas „Pretty” Paul Roma i „The Enforcer” Arn Anderson. W czasie walki Regal odwrócił uwagę sędziego, a William chwycił kulę Pillmana i naszykował ją tak aby Austin mógł pchnąć na nią Andersona. Anderson jednak zrobił unik i na kulę nadział się Austin. Wtedy Anderson przypiął mistrza, w wyniku czego pretendenci wygrali i przejęli mistrzostwo. Niezadowoleni ze współpracy, Hollywood Blondes rozwiązali tag team i rozpoczęli rywalizację. 10 listopada na gali Clash of the Champions XXV Austin pokonał Pillmana.

#### Walki o WCW United States Heavyweight (1993–1995)
24 października 1993 na Halloween Havoc walczył z Dustinem Rhodesem o należące do Rhodesa mistrzostwo WCW United States Heavyweight Championship i przegrał. 27 grudnia 1993 roku na Starrcade ponownie się zmierzyli i tym razem Austin wygrał, więc przejął tytuł. 20 lutego 1994 na SuperBrawl Austin zmierzył się w walce 3 na 3 przeciwko wszystkim swoim największym rywalom w tym momencie – Stingiem, Pillmanem i Dustinem Rhodesem. Jemu towarzyszyli Rick Rude i Paul Orndorff. Była to walka typu cage match. Drużyna Austina przegrała. W marcu wziął udział w turnieju European Cup - 9 marca 1994 pokonał 2 Cold Scorpio, 14 marca pokonał Ricky’ego Steamboata, a w półfinale 18 marca odpadł przegrywając ze Stingiem.
Obronił tytuł WCW United States Heavyweight 17 kwietnia 1994 w walce z The Great Muta na Spring Stampede, która zakończyła się dyskwalifikacją Muty. 22 maja obronił pas w walce z Johnnym B. Baddem na Slamboree i 17 lipca na Bash at the Beach w walce z Rickym Steamboatem. 24 sierpnia na Clash of the Champions XXVIII stracił pas w walce z Rickym Steamboatem, jednak wkrótce nowy mistrz doznał kontuzji pleców, która uniemożliwiła mu obronę tytułu przez dłuższy czas. Z tego powodu 18 września na gali Fall Brawl mistrzostwo zostało przyznane Steve'owi Austinowi, ponieważ był on bezpośrednio poprzednim mistrzem. Tuż po odzyskaniu tytułu musiał go jednak obronić w walce z „Hacksaw” Jimem Dugganem. Jako że Austin nie był na to przygotowany, przegrał w 27 sekund, stracił pas i tym samym pobił rekord najkrótszego posiadania WCW United States Heavyweigt Championship. Austin podjął nieudane próby odzyskania tytułu w walce z Dugganem 23 października na Halloween Havoc i 16 listopada na Clash of the Champions XXIX.
W 1995 został zwolniony z WCW. Powszechne stało się przekonanie, że Eric Bischoff zwolnił wrestlera, ponieważ uważał, że organizacja na nim nie zarobi, jednak sam Bischoff powiedział w czerwcu 2017 roku w wywiadzie dla Stevena Lombardiego, że zwolnił Austina z powodu jego trwałej kontuzji i złego nastawienia. Austin miał wówczas kontuzję tricepsa, której dostał w czasie objazdowych występów WCW w Japonii.

### Extreme Championship Wrestling (1995)
W 1995 na krótki czas dołączył do Extreme Championship Wrestling (ECW) po tym, jak właściciel organizacji, Paul Heyman – który był managerem Austina w WCW posługując się w tym czasie pseudonimem Paul E. Dangerously – złożył mu ofertę pracy. Posługiwał się pseudonimem „Superstar” Steve Austin. Ponieważ jeszcze nie wrócił do zdrowia po kontuzji, przez większość swojego pobytu w ECW głównie wygłaszał przemowy, w których szyderczo krytykował starszych wrestlerów, takich jak Hulk Hogan i Macho Man, a także ze swojego byłego przełożonego, właściciela WCW, Erica Bischoffa. Rywalizował z Sandmanem i Mikeyem Whipwreckiem. Walczył w organizacji tylko dwa razy. 18 listopada na gali November to Remember Whipwreck obronił tytuł ECW World Heavyweight w walce przeciwko Austinowi, a 9 grudnia na December to Dismember w walce 1 na 1 na 1 przeciwko Austinowi i Sandmanowi. Paul Heyman twierdzi, że chciał aby Austin zdobył mistrzostwo, ale Austin odmówił, ponieważ czuł, że lepiej sprawdza się jako łowca, niż cel łowów. Zdaniem Steve’a Austina, swój późniejszy sukces zawdzięcza pobytowi w ECW, gdzie miał dużą swobodę artystyczną i wykreował swoją postać cynicznego nonkonformisty.

### World Wrestling Federation / Enterteinment (od 1995)

#### Pod opieką Teda Dibiasego (1995–1996)
Dołączył do World Wrestling Federation (WWF) w grudniu 1995 za namową Jima Rossa i Kevina Nasha.
8 stycznia 1996 debiutował w telewizyjnym odcinku programu Raw Is War pod pseudonimem The Ringmaster. Pomimo że był już wtedy znany ze swoich występów w WCW i ECW, w kayfabe miał być całkowicie nieznany i zostać sprowadzony do organizacji przez Teda DiBiasego, który mianował go kolejnym posiadaczem tytułu Million Dollar Championship (tytuł stworzony przez samego DiBiasego dla samego siebie). 21 stycznia Ringmaster wziął udział w bitwie na Royal Rumble. Wszedł jako 24 i wyeliminował Hardcore'a Holly'ego – wyrzucił go z ringu ciosem kolana w plecy. Sam został wyeliminowany jako 22 przez Fatu. Steve Austin przyznał później w rzeczywistości, że miał zostać wyeliminowany jako czwarty od końca, ale popełnił błąd, przez który wypadł z ringu za wcześnie.
Chcąc zmienić swój gimmick, Steven Williams zainspirował się emitowanym przez HBO filmem dokumentalnym o Richardzie Kuklinskim, płatnym zabójcy o pseudonimie The Iceman (pl. Ice – Lód, Man – człowiek). Ringmaster naśladował sposób, w jaki Kuklinski opowiadał o swoich zbrodniach nie okazując emocji. Wśród proponowanych przez WWF nowych pseudonimów ringowych dla Williamsa były Ice Dagger (pl. lodowy sztylet), Chilly McFreeze (pl. Chilly – Chłodny, Freeze – Zamrażać), Otto Von Ruthless (pl. Ruthless – Bezwzględny) i Fang McFrost (pl. Fang – Kieł, Frost – Szron). Ringmaster jednak zdecydował się na Stone Cold (pl. Stone – Kamień, Cold – Zimny), miała go do tego zainspirować jego żona Jeannie Clark, która podając mu herbatę powiedziała aby ją wypił zanim zrobi się zimna jak kamień. W marcu 1996 ogolił głowę i zmienił swój pseudonim z The Ringmaster na Stone Cold Steve Austin, a jego postać, choć początkowo inspirowana Kuklinskim, coraz bardziej cechowała się brutalnością, nonkonformizmem i wulgarnością. Charakterystyczne dla niego stało się noszenie jeansów i czarnej skórzanej koszuli bez rękawów, pokazywanie środkowego palca i picie piwa marki Budweiser przy różnych okazjach, także w ringu. Jego pierwszym głównym rywalem był Savio Vega. 11 marca zmierzyli się w odcinku Raw. Ich walka zakończyła się remisem w wyniku wyliczenia obu zawodników. 31 marca Austin na swojej pierwszej gali z serii WrestleMania pokonał Vegę. Vega natomiast pokonał Austina 28 kwietnia na In Your House i 26 maja na Beware of Dog, w walce typu Strap match. Stawką w walce na Beware of Dog była kariera managera Austina, Teda DiBiasego. Ponieważ Stone Cold przegrał, DiBiase musiał opuścić WWF. Później Austin w kayfabe przyznał, że podłożył się w walce, ponieważ DiBiase był dla niego balastem.

#### King of the Ring i seria zwycięstw na kolejnych galach (1996)

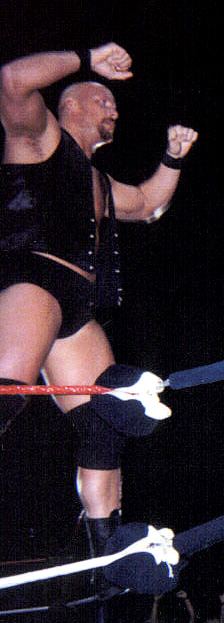
Stone Cold w 1996 roku

W 1996 Austin wziął udział w turnieju King of the Ring. Dwa tygodnie wcześniej po raz pierwszy użył swojego nowego finishera, Stone Cold Stunnera. Stone Cold 27 maja pokonał Boba Holly’ego w 1/8 finału i Savio Vegę w ćwierćfinale, a 23 czerwca Marca Mero w półfinale i Jake’a Robertsa w finale. Jake Roberts odgrywał wówczas rolę odrodzonego chrześcijanina, z czego Austin naśmiewał się w czasie ceremonii koronacyjnej wieńczącej galę. W swojej przemowie po raz pierwszy użył charakterystycznych dla siebie powiedzeń – Austin 3:16 says I just whipped your ass! (pl. Austin 3:16 mówi, że właśnie sprałem ci dupę!), które nawiązywało do sposobu w jaki często cytuje się Biblię, oraz Because Stone Cold said so (pl. Bo tak powiedział Stone Cold). To wydarzenie jest promowane przez WWE jako przełomowy moment w karierze Steve’a Austina i symboliczny początek okresu zwanego Attitude Era.
21 lipca 1996 na gali International Incident pokonał Wildmana Marca Mero, 18 sierpnia na Summerslam Yokozunę w walce poprzedzającej galę, 24 sierpnia na Xperience Wildmana Marca Mero, a 20 października na Buried Alive Huntera Hearst-Helmsley.

#### Rywalizacja z The Hart Foundation (1996–1997)
27 października 1996 Brian Pillman – który z powodu rehabilitacji po kontuzji kostki pełnił rolę dodatkowego komentatora – miał przeprowadzić wywiad ze Stone Coldem na temat jego nadchodzącej walki z Bretem Hartem na gali Survivor Series. Austin jednak wolał wykorzystać ten czas aby zwrócić Pillmanowi uwagę na jego częste wyrazy podziwu wobec Harta. Pillman próbował się usprawiedliwić, ale po tym jak nazwał Harta najlepszym jaki był, najlepszym jaki jest i najlepszym jaki będzie, Austin zaatakował swojego rozmówcę i w kayfabe złamał mu kostkę. 4 listopada w trakcie emisji Raw is War Kevin Kelly przeprowadzał na żywo wywiad z Pillmanem w jego własnym domu, w trakcie którego wielokrotnie informował widzów, że Stone Cold był widziany w okolicy, a Pillman powiedział, że jego rodzina otrzymywała od Austina pogróżki, po czym zaprezentował widzom swój pistolet. W pewnym momencie Austin przybył pod dom Pillmana, a kamera na zewnątrz zarejestrowała go walczącego z przyjaciółmi i członkami rodziny Pillmana, którzy próbowali go zatrzymać. W końcu Austin włamał się do domu, a Pillman wycelował do niego z pistoletu i w tym momencie zakłócenia przerwały transmisję wydarzenia. Gdy kamera znów zaczęła funkcjonować, w domu Pillmana był mały tłum ludzi i zamieszanie. Kevin Kelly poinformował widzów, że nikt nie został postrzelony, a Austin wyszedł jak tylko zobaczył pistolet. Nagle do pomieszczenia wbiegł Steve Austin, który natychmiast został wyprowadzony. Austin krzyczał pozwij mnie, a Pillman wycelował z pistoletu w miejsce, w którym stał włamywacz i krzyczał, że go zabije. To wydarzenie, i użycie wulgarnego słownictwa w jego trakcie, było kontrowersyjne: wywołało zróżnicowany odbiór wśród fanów i uznaje się je za powód spadku oglądalności Raw is War. stacja otrzymała wiele telefonów od niezadowolonych rodziców, prezes USA Network (stacja, która emitowała program) Kay Koplovitz osobiście upomniał prezesa WWF, Vince’a McMahona, a WWF i Brian Pillman przeprosili za ten wątek fabularny i zapewnili, że prawdziwa broń nie została użyta. Pillman zmarł zanim jego wątek doczekał się rozwiązania. 16 listopada na Survivor Series Austin został pokonany przez Breta Harta, 15 grudnia na It’s Time pokonał Goldusta, a 2 grudnia wziął udział w turnieju Middle East Cup – pokonał kolejno Owena Harta i The Undertakera, ale przegrał z Bretem Hartem w finale.
19 stycznia 1997 wziął udział w Royal Rumble. Wszedł na ring jako piąty, przetrwał 45 minut i dokonał dziesięciu eliminacji, co było rekordem w tym czasie. Choć nadal był heelem i jego styl walki był uznawany za nieczysty, widownia wyrażała wobec niego coraz większą przychylność. Pod koniec walki Bret Hart wyrzucił z ringu Austina, ale sędziowie tego nie zauważyli, więc Austin wrócił na ring i wyrzucił z niego Harta eliminując go i wygrywając Royal Rumble. Austin wyeliminował kolejno: Phinneasa Godwinna, Barta Gunna, Jake’a Robertsa, Marca Mero, Owena Harta, Savio Vegę, Jesse’ego Jammesa, Vadera, The Undertakera i Breta Harta. 21 stycznia 1997 na gali Triple Threat przegrał walkę z Vaderem przez dyskwalifikację. 16 lutego na Final Four Bret Hart pokonał jego, Vadera i The Undertakera w walce typu fatal four way, w której nagrodą było mistrzostwo WWF Championship.
23 marca na WrestleMania 13 zmierzył się z Bretem „the Hitmanem” Hartem. Sędzią był Ken Shamrock. W czasie walki Hart zranił Austina w głowę tak mocno, że ten zaczął krwawić, a potem założył mu chwyt Sharpshooter. W kayfabe Austin opierał się nie chcąc się poddać, ale zemdlał z powodu bólu i utraty krwi. Hitman wygrał, ale po walce dalej atakował Austina, przypieczętowując w ten sposób swój heel turn. Shamrock odciągnął Harta od Austina, a Austinowi próbował pomóc inny sędzia, ale Stone Cold zaatakował go swoim finisherem, okazując w ten sposób, że nie chce pomocy.
10 kwietnia 1997 wziął udział w turnieju Kuwait Cup. W pierwszej rundzie pokonał Breta Harta, ale w ćwierćfinale został pokonany przez Owena Harta i wyeliminowany z turnieju. 20 kwietnia na In Your House Stone Cold pokonał Breta Harta w wyniku dyskwalifikacji. 11 maja na Cold Day in Hell został pokonany przez The Undertakera, do czego przyczynił się rozpraszający Austina w trakcie walki Brian Pillman.
Choć Stone Cold i Shawn Michaels byli rywalami, połączyli siły w walce o mistrzostwo WWF World Tag Team Championship. 26 maja 1997 roku w odcinku Raw is War pokonali dotychczasowych mistrzów, The British Bulldoga i Owena Harta i przejęli ich tytuł. Stoczyli jednak także pojedynek ze sobą 8 czerwca na gali King of the Ring. Ich walka trwała 22 minuty i zakończyła się dyskwalifikacją obu wrestlerów. 6 lipca na Canadian Stampede grupa The Hart Foundation (Bret Hart, Jim Neidhart, Owen Hart, The British Bulldog i Brian Pillman) pokonała w walce 5 na 5 Stone’a Colda Steve’a Austina, Kena Shamrocka, Goldusta i tag team The Legion of Doom (Hawk i Animal). 14 lipca 1997 mistrzostwo WWF World Tag Team Championship zostało tymczasowo zawieszone z powodu poważnej kontuzji Shawna Michaelsa. Na swojego nowego partnera Austin wybrał Dude Love'a. Tego dnia odbyła się ich inauguracyjna obrona tytułu przeciwko The British Bulldogowi i Owenowi Hartowi.
3 sierpnia 1997 na gali SummerSlam walczył z Owenem Hartem. Nagrodą w tym pojedynku był należący do Harta pas Intercontinental Championship. Hart jednak popełnił prawdziwy, nieplanowany błąd, kiedy wykonując ruch piledriver ustawił głowę przeciwnika zbyt nisko, przez co Austin w rzeczywistości uderzył głową o ring. Stone Cold był chwilowo sparaliżowany, ale udało mu się przewrócić niezgrabnie przeciwnika, przypiąć go i wygrać. Austn został nowym mistrzem Intercontinental. Gdy opuszczał arenę, trzech sędziów musiało mu pomóc utrzymać się na nogach. Austin powiedział później w wywiadzie (niebędącym częścią rozrywki sportowej), że Owen Hart zadzwonił do niego i przeprosił jeden raz, kiedy Austin leżał w szpitalu. Choć w ciągu kilku miesięcy wrócił do pracy, jego kontuzja szyi później wielokrotnie się odnawiała, utrudniając mu karierę i będąc powodem przedwczesnej emerytury. Austin ze względu na zdrowie musiał zmienić swój styl walki na bardziej oparty na ciosach i kopnięciach.
7 września 1997 na gali Ground Zero Austin wtargnął na ring w czasie walki czterech tag teamów, by zaatakować Owena Harta chwytem Stone Cold Stunner, jednak nie mogąc brać udziału w walkach przez dłuższy czas, zwakował Intercontinental Championship 7 września. Tego dnia wraz z Dude Love’em zwakował też WWF World Tag Team Championship. 5 października Owen Hart zdobył Intercontinental Championship w pojedynku przeciwko Farooqowi. 9 listopada na Survivor Series Austin powrócił, pokonał mistrza w walce i odzyskał mistrzostwo. 7 grudnia na gali D-Generation X: In Your House udało mu się obronić pas w walce przeciwko Rocky’emu Maivii, jednak obaj zmierzyli się następnego dnia w odcinku RAW i tym razem Austin przegrał walkę oraz tytuł.

#### Rywalizacja z Vince’em McMahonem (1998–1999)

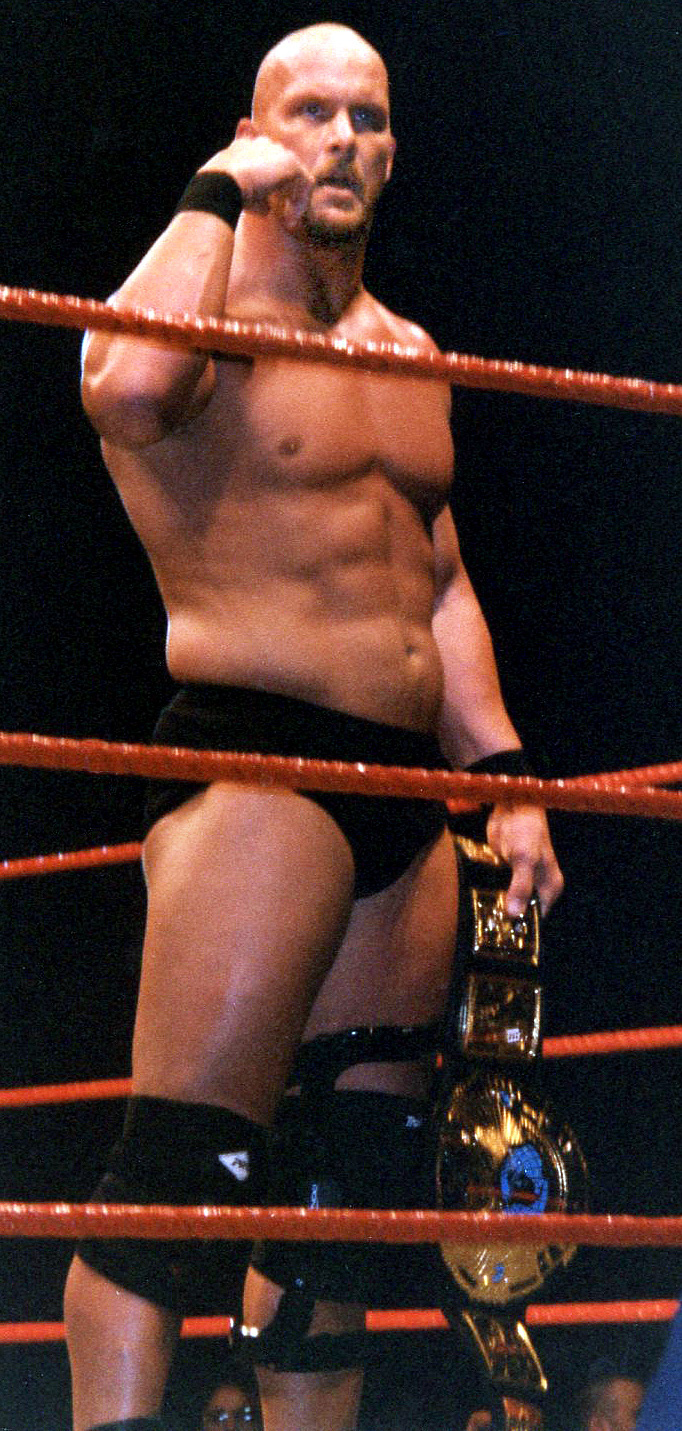
Stone Cold Steve Austin trzymający pas WWF Championship

18 stycznia 1998 wziął udział w głównej walce na Royal Rumble i wygrał po raz drugi z rzędu, czego do tamtej pory dokonali tylko Hulk Hogan i Shawn Michaels. Austin wszedł na ring jako 24. i wyeliminował kolejno Marca Mero, DOA 8-Ball, Headbanger Thrashera, Kamę Mustafę, Savio Vegę, DOA Chainz i Rocky’ego Maivię. 19 stycznia, w dzień po Royal Rumble, prezes WWF, Vince McMahon wystąpił w ringu wspólnie z bokserem Mikiem Tysonem, aby ogłosić, że Tyson będzie specjalnym sędzią w walce na WrestleManii 14. Segment został jednak przerwany przez Austina, który zaczął szydzić z Tysona i wdał się z nim w bójkę. Stone Cold i Tyson musieli zostać rozdzieleni przez 50 osób, po czym McMahon zaczął krzyczeć w stronę Austina Zrujnowałeś to! i kopać wrestlera po głowie. 15 lutego na gali No Way Out Austin wziął udział w walce 4 na 4 – on, Owen Hart, Cactus Jack i Terry Funk pokonali Triple H-a, Savio Vegę i tag team New Age Outlaw (Billy Gunn i Road Dogg). 29 marca na gali Wrestlemania 14 zmierzył się z Shawnem Michaelsem. Sędzią w walce był Mike Tyson. Tyson i Michaels należeli w tym czasie do tej samej stajni – D-Generation X – ale mimo to, Austin pokonał przeciwnika i przejął mistrzostwo WWF. Po walce Mike Tyson znokautował protestującego Michaelsa i na konferencji prasowej oświadczył z Austinem, że on i Austin od początku współpracowali ze sobą. 30 marca w odcinku Raw Is War Vince McMahon zaprezentował Austinowi nowy pas i poinformował, że oczekuje od niego ustępliwości. Austin w odpowiedzi zaatakował McMahona manewrem Stunner. Był to początek rywalizacji Austina i McMahona. Prezes stosował różne przekręty i posługiwał się takimi wrestlerami jak Mick Foley, Kane i The Rock aby zdetronizowali mistrza.
Obronił tytuł w walce z Hunterem Hearstem Helmsleyem 4 kwietnia 1998 na gali Mayhem in Manchester. 26 kwietnia na Unforgiven Dude Love pokonał Austina przez dyskwalifikację po tym jak Austin znokautował Vince’a McMahona krzesłem. 2 maja na Over The Edge Austin ponownie zmierzył się z Dude Lovem w walce o tytuł, i tym razem wygrał. 28 czerwca na King of the Ring zmierzył się z Kane’em w walce typu First Blood, w której Kane miał strój zakrywający całe ciało, co ułatwiło mu zwycięstwo i przejęcie tytułu. Stone Cold odzyskał jednak mistrzostwo następnego dnia, pokonując nowego mistrza w odcinku Raw Is War. 26 lipca na gali Fully Loaded połączył siły z Undertakerem i razem pokonali Mankinda oraz Kane’a w walce o mistrzostwo drużynowe WWF Tag Team Championship. Stracili je jednak 10 sierpnia w odcinku Raw Is War, w pojedynku czterech tag teamów, kiedy Kane i Mankind pokonali The New Age Outlaws (Road Dogg i Billy Gunn), Rocka i Owena Harta oraz Austina i Undertakera. 30 sierpnia na gali SummerSlam Stone Cold obronił swój tytuł w walce z The Undertakerem.
27 września 1998 na gali Breakdown Austin bronił tytułu WWF Championship w walce z Kane’em i The Undertakerem. Obaj przeciwnicy przypięli Austina jednocześnie, w związku z czym tytuł został zwakowany, a obaj zwycięzcy walczyli o niego 18 października na gali Judgment Day. Sędzią w tej walce był Stone Cold. Starcie zakończyło się bez rozstrzygnięcia, gdy Austin zaatakował obu zawodników, w związku z czym w kayfabe został zwolniony przez Vince’a McMahona. Austin wymusił jednak na prezesie ponowne zatrudnienie następnego dnia w odcinku Raw Is War, grożąc McMahonowi pistoletem, który okazał się później zabawką. 15 listopada Austin wziął udział w turnieju Deadly Game Tournament na Suvivor Series, w którym nagrodą był zwakowany pas WWF Championship. W pierwszej rundzie pokonał Big Bossmana przez dyskwalifikację, w związku z czym mógł pominąć ćwierćfinał. Przegrał pojedynek przeciwko Mankindowi w półfinale i odpadł z turnieju. 6 grudnia na Capitol Carnage pokonał w walce typu fatal 4-way Kane’a, Mankinda i The Undertakera. 13 grudnia na Rock Bottom pokonał The Undertakera w walce typu Buried Alive match.
24 stycznia 1999 wziął udział w głównej walce na Royal Rumble, w której główną nagrodą była walka o mistrzostwo WWF Championship na najbliższej WrestleManii. Walka ta była poświęcona głównie konfliktowi Steve’a Austina i jego przełożonego, Mr. McMahona, choć obaj większość czasu spędzili poza ringiem. Stone Cold Steve Austin wszedł na ring jako pierwszy, a Mr. McMahon jako drugi. Obaj uczestniczyli w tej walce do samego końca. W pewnym momencie opuścili ring przechodząc pod najniższą liną, co oznacza, że nie zostali wyeliminowani. Ich walka przeniosła się za kulisy, a do atakowania Austina przyłączyła się stajnia The Corporation. Stone Cold został odwieziony ambulansem do szpitala, a McMahon dołączył do ekipy komentatorskiej. Później jednak Austin powrócił na wydarzenie tym samym ambulansem, którym został odwieziony. Gdy w walce pozostali już tylko dwaj uczestnicy, niebiorący oficjalnie udziału w głównym wydarzeniu gali The Rock odwrócił uwagę Austina, co pozwoliło McMahonowi wyeliminować przeciwnika i wygrać.
13 lutego 1999 w odcinku Raw Is War pokonał Mankinda przez dyskwalifikację w walce 1 na 1, a potem wziął udział w Corporate Gauntlet – walce, w której musiał pokonać wszystkich członków stajni The Corporation. Austin pokonał kolejno Kena Shamrocka przez dyskwalifikację, Testa przez dyskwalifikację, Kane’a przez dyskwalifikację, Chynę przez dyskwalifikację i Big Bossmana przez dyskwalifikację, a potem przypiął Vince’a McMahona. 13 lutego 1999 zmierzył się z McMahonem na gali St Valentines Day Massacre w walce typu Cage match. W czasie starcia Big Show wszedł na arenę i wyrwał część kraty, przez którą Austin się wydostał i tym sposobem wygrał walkę, gdyż jako pierwszy uciekł z klatki. 28 marca na gali WrestleMania XV pokonał Rocka w walce o WWF Championship. Obronił tytuł 25 kwietnia na Backlash w walce rewanżowej. Obronił też tytuł 16 maja na No Mercy UK w walce typu Triple Threat przeciwko The Undertakerowi i Triple H-owi. 23 maja na Over the Edge przegrał swoje mistrzostwo w walce z The Undertakerem.
7 czerwca Vince McMahon ujawnił się jako anonimowy do tej pory handler Undertakera i tym samym osoba odpowiedzialna za porwanie swojej córki, Stephanie McMahon. W odpowiedzi na to ujawnienie, Stephanie i jej matka, dyrektor generalny WWF, Linda McMahon, oświadczyły, że posiadają połowę udziałów WWF i w związku z tym zarządzają przekazanie stanowiska dyrektora generalnego firmy Steve'owi Austinowi. 27 czerwca na King of the Ring Austin wziął udział w walce typu ladder match przeciwko Shane'owi i Vince'owi McMahonowi. Stawką pojedynku było stanowisko zarządcze Austina. Ponieważ McMahonowie współpracowali ze sobą, Vince McMahon wygrał walkę i został nowym dyrektorem generalnym WWF.

#### Rywalizacja z Triple H-em i wątek potrącenia przez samochód (1999–2001)

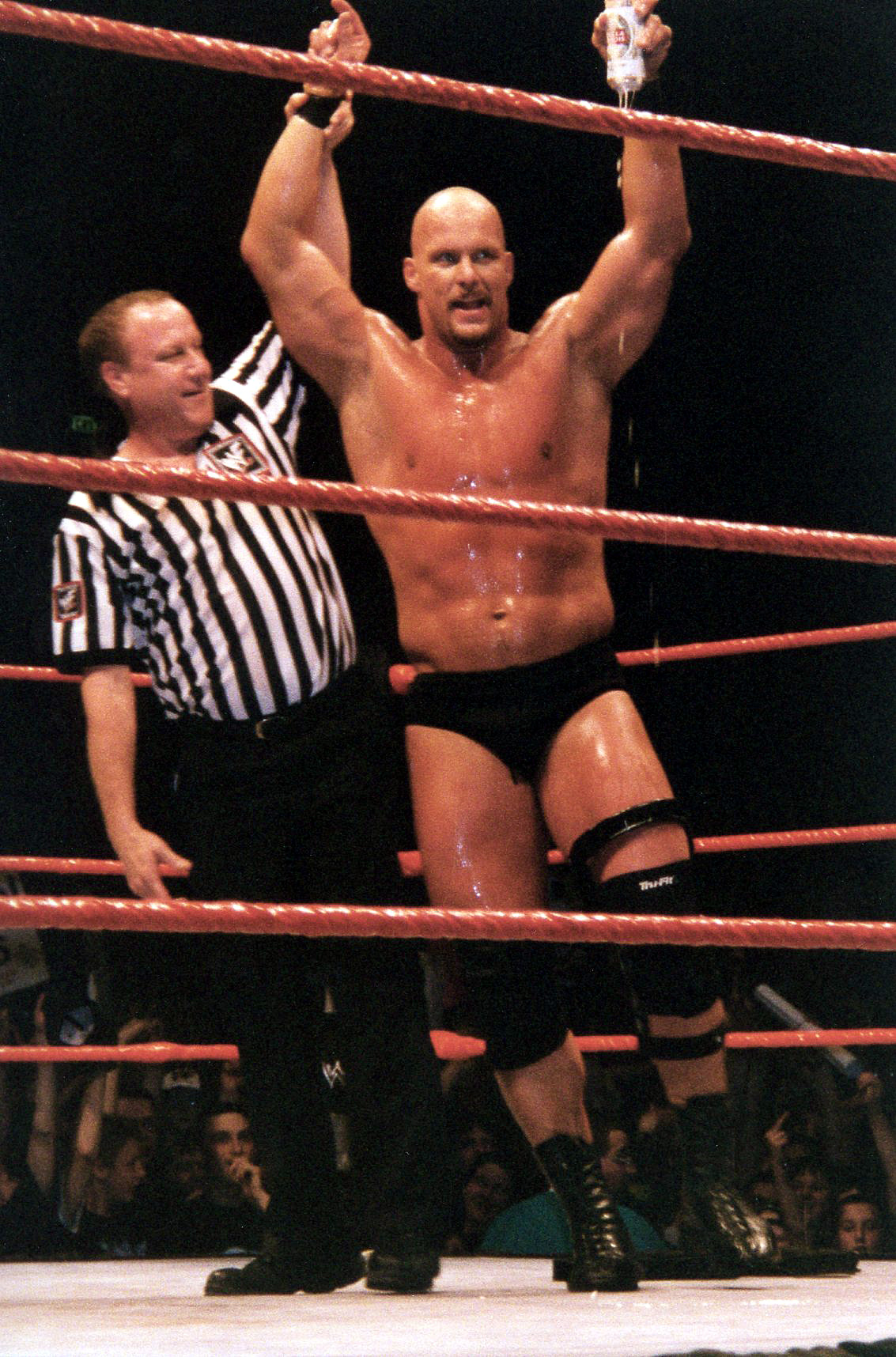
Steve Austin (z prawej) świętujący zwycięstwo w 1999 roku z piwem Budweiser w dłoni i sędzią Earlem Hebnerem obok

28 czerwca 1999 w odcinku Raw Is War pokonał Undertakera i odzyskał mistrzostwo WWF Championship, 25 lipca na Fully Loaded wygrał rewanż będący walką typu First Blood, a 22 sierpnia na SummerSlam stracił tytuł w walce typu Triple Threat. Walkę wygrał Mankind, a udział brał jeszcze Triple H. 26 września na Unforgiven Triple H zdobył tytuł pokonując w jednej walce Rocka, Big Showa, Kane’a, Mankinda i British Bulldoga. Po walce jednak zaskoczył go Stone Cold, który zaatakował go manewrem Stunner. W tym momencie Triple H stał się głównym rywalem Austina. 11 października w odcinku Raw Is War Stone Cold zamknął swojego rywala w jednym pokoju z grzechotnikiem teksańskim i zgasił światła. 17 października na No Mercy Triple H pokonał Austina w walce typu No Holds Barred match i zatrzymał mistrzostwo. Obaj mieli zmierzyć się ponownie na Survivor Series 14 listopada, jednak w trakcie wydarzenia Austin został potrącony przez samochód. Kondycja Austina była na tyle zła, że musiał zawiesić swoje występy w organizacji na rok, a w tym czasie WWF poszukiwało sprawcy ataku. W walce o mistrzostwo przeciwko Triple H-owi i The Rockowi zastąpił go Big Show, który wygrał i przejął tytuł. W rzeczywistości kontuzja szyi Austina się odnowiła, więc wrestler potrzebował operacji i długiej rehabilitacji. Wątek potrącenia przez samochód miał wyjaśnić jego nieobecność.

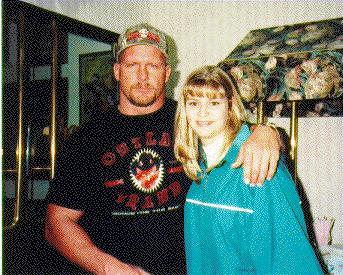
Steve Austin pozujący do zdjęcia z fanką w 2000 roku

9 października 2000 roku Mick Foley, ówczesny komisarz RAW, oświadczył publicznie, że wszystkie dowody wskazują na to, że kierowcą, który potrącił Steve’a Austina był Rikishi. Oskarżony przyznał się do winy i oświadczył, że zrobił to dla swojego kuzyna, The Rocka, aby pomóc mu w karierze. Austin powrócił 22 października na WWF No Mercy, gdzie stoczył pojedynek typu No Holds Barred z Rikishim. Pod koniec walka przeniosła się poza arenę, gdzie Austin chciał przejechać przeciwnika swoim samochodem, ale przypadkiem wjechał w nadjeżdżający prostopadle samochód policyjny i został aresztowany, w związki z czym walka zakończyła się bez rozstrzygnięcia. 6 listopada Austin walczył w pojedynku 1 na 2 przeciwko Rikishiemu i Kurtowi Anglowi, ale starcie zakończyło się bez rozstrzygnięcia, ponieważ Triple H niespodziewanie wbiegł na ring, zaatakował Austina młotem kowalskim i przyznał się, że to on zapłacił Rikishiemu aby przejechał Stone’a Colda samochodem. 19 listopada na Survivor Series Austin zmierzył się z Triple H-em, jednak walka wymknęła się spod kontroli. Gdy starcie przeniosło się za kulisy, Triple H próbował uciec samochodem, ale Stone Cold złapał ten samochód przy pomocy dźwigu i upuścił go z dużej wysokości z przeciwnikiem w środku. Walka oficjalnie zakończyła się bez rozstrzygnięcia.
2 grudnia na Rebellion Kurt Angle pokonał Rikishiego, Steve’a Austina i The Rocka w Fatal 4-way broniąc WWF Championship. 10 grudnia na Armageddon Kurt Angle wygrał walkę sześciu osób, w której oprócz niego brali udział The Rock, Steve Austin, Triple H, Rikishi i Undertaker.
21 stycznia 2001 wziął udział w głównej walce na Royal Rumble i wygrał. Wszedł na ring jako 27. i wyeliminował kolejno Haku, Billy’ego Gunna i Kane’a. Na gali No Way Out 25 lutego miała miejsce seria trzech walk, która miała zakończyć konflikt Austina i Triple H-a. Austin wygrał standardową walkę 1 na 1, a Triple H wygrał Street Fight i Steel Cage match. Triple H został ogłoszony zwycięzcą.

#### Układ z Vince’em McMahonem (2001)
1 kwietnia na gali Wrestlemania X-Seven zmierzył się z Rockiem w walce bez dyskwalifikacji o należący do Rocka pas WWF Championship. Stone Cold nie radził sobie, więc dał znak znajdującemu się w okolicach ringu Vincowi McMahonowi, który podał Austinowi składane krzesło. Austin wykorzystał przedmiot jako broń, wygrał walkę oraz tytuł i świętował zwycięstwo razem z prezesem WWF. Był to heel turn, który szczególnie poruszył publiczność zważywszy, że wydarzenie miało miejsce w Teksasie – rodzinnym mieście Austina. Następnego dnia w Raw Is War odbyła się walka rewanżowa typu Steel Cage match. Zakończyła się ona bez rozstrzygnięcia, ponieważ Triple H wtargnął na ring i zaatakował Rocka. Później tego wieczoru Steve Austin, Triple H i Vince McMahon utworzyli stajnię o nazwie Power Trip. Austin jako heel okazywał objawy szaleństwa. Miał obsesję na punkcie swojego przełożonego i często mówił do siebie. Był jednak nadal zbyt popularny, żeby publiczność była mu nieprzychylna. Próbując to zmienić Austin między innymi zaatakował Litę wielokrotnie bijąc ją krzesłem.
29 kwietnia 2001 na No Mercy razem z Triple H-em, który był mistrzem Intercontinental, pokonał The Brothers of Destruction (Kane i Undertaker) w walce o należące do ich przeciwników mistrzostwo WWF World Tag Team Championship. 29 kwietnia 2001 razem z Triple H-em zdobył WWF World Tag Team Championship pokonując dotychczasowych mistrzów, na gali Backlash. Utracili tytuły przegrywająca z Chrisem Jericho i Chrisem Benoit 21 maja w odcinku Raw Is War. 20 maja na gali Judgment Day Austin pokonał The Undertakera w walce o swoje mistrzostwo WWF Championship. 24 czerwca na gali King of the Ring broniąc tytułu pokonał Chrisa Jericho i Chrisa Benoit w walce typu Triple Threat.

#### Lider The Alliance i rywalizacja z Kurtem Angle’em (2001–2002)
Po tym jak WWF wykupiło WCW i wprowadziło w swojej organizacji wątek inwazji, 16 lipca 2001 Austin powrócił do swojego stylu bycia sprzed heel turnu na prośbę McMahona, nadal jednak będąc heelem. Na gali WWF Invasion w walce 5 na 5 reprezentująca dawne WCW i ECW drużyna The Alliance (Booker T, Diamond Dallas Page, Rhyno, Bubba Ray Dudley i D-Von Dudley) pokonała Team WWF (Stone Cold Steve Austin, Kurt Angle, Chris Jericho, The Undertaker i Kane). W czasie walki Stone Cold zwrócił się przeciwko swojej drużynie i dołączył do Alliance, w związku z czym zaczął rywalizować z liderem grupy WWF Team, Kurtem Angle’em. 19 kwietnia został zdyskwalifikowany w walce ze swoim rywalem na SummerSlam za zaatakowanie sędziego. W ramach rywalizacji Austin i Angle często atakowali się nawzajem za kulisami. Stone Cold ukradł medale olimpijskie Kurta Angle i wrzucił je do rzeki, a Angle w odpowiedzi porwał Austina i groził mu wrzuceniem do rzeki jeśli nie otrzyma kolejnej szansy na walkę o tytuł – Austin błagał wówczas o litość, co zaszkodziło jego reputacji lidera w drużynie The Alliance. 4 września po przegranej walce z Robem Van Damem uszkodził sobie kciuk i potrzebował dwóch szwów. 23 września na Unforgiven pokonał Austina i tym samym odebrał mu WWF Championship. 8 października w walce rewanżowej, w odcinku Raw Is War, sędzia specjalny William Regal zwrócił się przeciwko Anglowi, co umożliwiło Austinowi zwycięstwo i odzyskanie tytułu. Obronił tytuł 21 października na No Mercy w walce typu Triple Threat przeciwko Robowi Van Damowi i Kurtowi Anglowi. Próbując sabotować Austina, Vince McMahon zaatakował go krzesłem, przez co wrestler potrzebował dwunastu szwów. 3 listopada na Rebellion Stone Cold obronił tytuł w walce z Rockiem. 18 listopada na Survivor Series drużyna wrestlerów wiernych firmie (The Rock, Big Show, The Undertaker, Kane i Chris Jericho) pokonała The Alliance (Stone Cold Steve Austin, Shane McMahon, Kurt Angle, Booker T i Rob Van Dam). Rock przypiął Austina dzięki pomocy Kurta Angle, który zwrócił się przeciwko swojej drużynie. Następnie wszyscy członkowie The Alliance zostali zwolnieni, jeśli nie posiadali jakiegoś tytułu, tak jak Stone Cold. 9 grudnia na Vengeance Chris Jericho pokonał mistrza WWF Championship Steve’a Austina i mistrza World Heavyweight Championship The Rocka w dwóch osobnych walkach, przejmując ich tytuły i unifikując je tworząc w ten sposób Undisputed WWF Championship. 20 stycznia 2002 Austin wziął udział w głównej walce na Royal Rumble. Wszedł na ring jako dziewiętnasty. Wyeliminował kolejno Christiana, Chucka Palumbo, Perry’ego Saturna, Val Venisa, Testa, Hurricane'a (z pomocą Triple H-a) i Bookera T. Sam jednak został wyeliminowany przez Kurta Angle.

#### Ostatnie wątki, konflikt z WWF i zakończenie kariery (2002–2003)

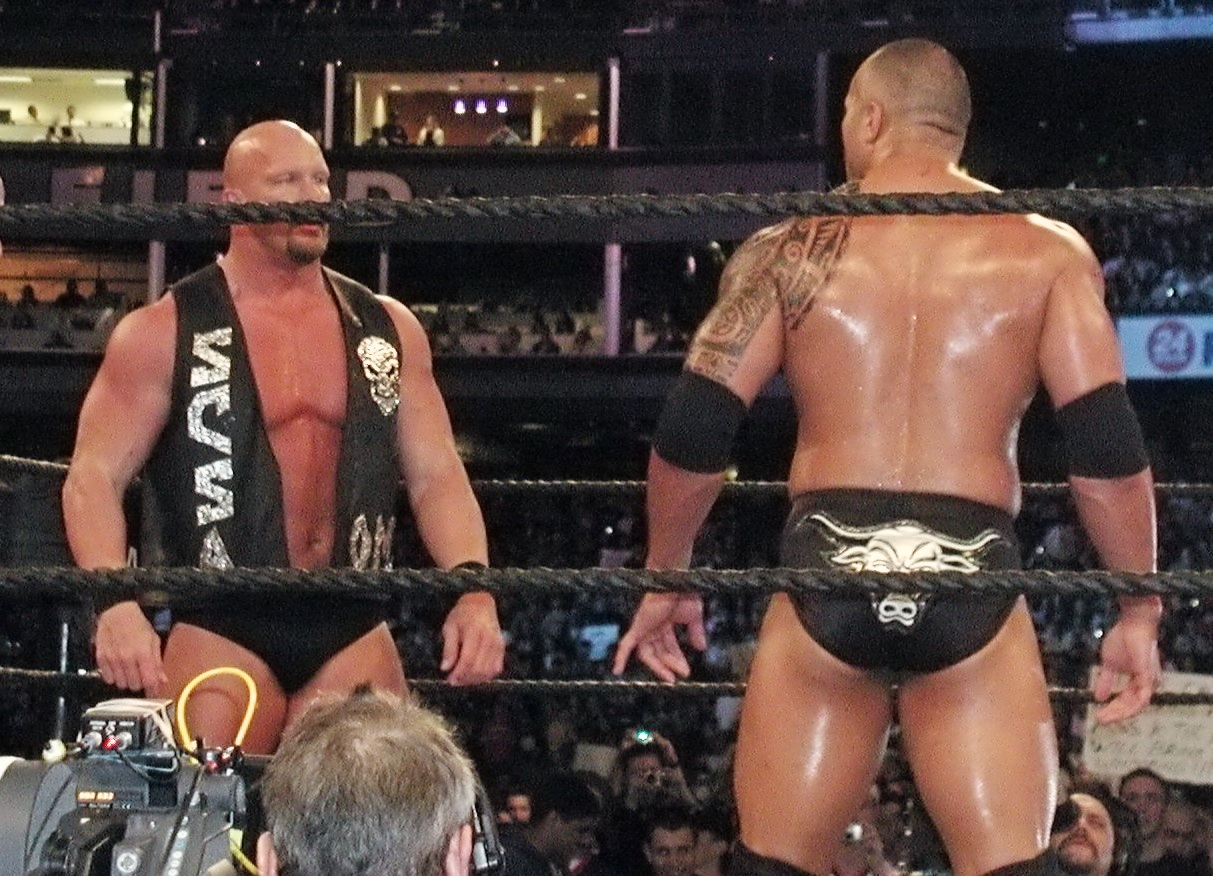
The Rock i Stone Cold Steve Austin na gali WrestleMania XIX

17 lutego 2002 na No Way Out Chris Jericho obronił pas Undisputed WWF Championship w walce z Austinem, po czym stajnia nWo interweniowała w ringu i na plecach Austina namalowała sprayem litery nWo, co było początkiem rywalizacji między stajnią, a Stone’em Coldem. 17 marca na Wrestlemanii X-8 Austin pokonał Scotta Halla, 21 kwietnia na No Mercy przegrał z The Undertakerem, 4 maja na Insurrextion pokonał Big Showa, a 19 maja na Judgement Day pokonał Rica Flaira i Big Showa w walce 2 na 1. Od czerwca 2002 nie brał udziału w walkach i nie występował w WWF z powodu sporu dotyczącego kierunku, w jakim zmierzała jego postać. WWF chciało aby Steve Austin przegrał walkę z Brockiem Lesnarem w zwykłym odcinku Raw Is War, a Austin uważał, że to powinno się odbyć na gali pay-per-view. Ponadto, później Austinowi postawiono zarzuty stosowania przemocy wobec swojej żony Debry Marshall. W listopadzie Steve Austin wyraził chęć powrotu do organizacji.
10 lutego 2003 w WWE Raw (dawne Raw Is War) publiczność zobaczyła Austina po długiej przerwie na titantronie. 23 lutego na gali No Way Out po raz pierwszy od 2002 pojawił się na arenie we własnej osobie. W trakcie wydarzenia pobił Erica Bischoffa. 3 marca po raz pierwszy od 2002 wystąpił w odcinku WWE Raw. Wygłosił przemowę, w której podziękował fanom, i w trakcie której The Rock rzucił mu wyzwanie. Ich rywalizacja zakończyła się 30 marca na WrestleManii XIX, kiedy The Rock pokonał Austina. Była to ostatnia walka w karierze Stone’a Colda. Następnego dnia manager generalny Eric Bischoff zwolnił Austina pod pretekstem ukrywania swoich problemów zdrowotnych. Zdrowie Austina związane z ciągle odnawiającą się kontuzją szyi w rzeczywistości naprawdę zaczęło się pogarszać.

#### Sporadyczne występy od 2003 roku

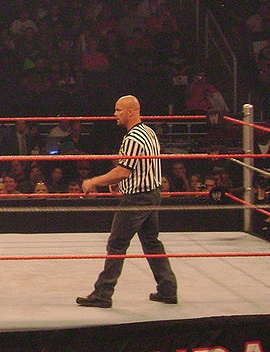
Steve Austin jako sędzia specjalny w 2008

Austin przestał brać czynny udział w walkach, ale 28 kwietnia 2003 dyrektor generalny Linda McMahon mianowała go drugim, równym Ericowi Bischoffowi managerem Raw. Jako manager rywalizował z Bischoffem poprzez psikusy i zawody niewymagające walki (na przykład konkurs jedzenia ciast 15 czerwca). Do ważniejszych decyzji podejmowanych przez Austina należały między innymi przywrócenie tytułu Intercontinential 5 maja, ponowne zatrudnienie komentatora Jima Rossa 5 maja i ustanowienie walki typu Elimination Chamber głównym wydarzeniem gali SummerSlam 4 kwietnia. 20 października Bischoff rzucił Austinowi wyzwanie – obaj managerowie mieli zebrać drużyny po 5 osób, które zmierzą się ze sobą na Survivor Series, a lider przegranej drużyny zrezygnuje ze stanowiska managera. 16 listopada drużyna Bischoffa (Chris Jericho, Christian, Randy Orton, Scott Steiner i Mark Henry) pokonała drużynę Austina (Shawn Michaels, Rob Van Dam, Booker T, Bubba Rayand D-Von Dudley), więc Austin zrzekł się stanowiska. Powrócił jednak 29 grudnia jako szeryf Raw. Od tego momentu charakterystyczne dla niego było przemieszczanie się po arenie quadem. Pojawia się na galach sporadycznie, w wielu walkach pełnił rolę sędziego specjalnego.
1 kwietnia 2006 wprowadził Breta Harta do WWE Hall of Fame. W grudniu 2007 zmienił prawnie swoje imię na swój pseudonim ringowy, Steve Austin. 31 marca 2007 wprowadził Jima Rossa do WWE Hall of Fame. 4 kwietnia 2009 sam został wprowadzony do Hall of Fame przez Vince’a McMahona. W 2011 roku prowadził program WWE Tough Enough, w którym WWE miało wyłonić swoich przyszłych zawodników. Od kwietnia 2013 prowadzi podcasty w WWE Network. Jego seria The Steve Austin Show nie posiada treści niecenzuralnych, w przeciwieństwie do jego drugiego programu, a The Steve Austin Show – Unleashed!.

## Inne media

### Filmografia

#### Filmy
| Rok          | Film                     | Rola                  |
| ------------ | ------------------------ | --------------------- |
| 2015         | Echo śmierci             | Ray Peters            |
| 2015         | Smosh: The Movie         | On sam                |
| 2013         | Jeszcze większe dzieci   | Tommy Cavanaugh       |
| 2013         | Tajemnicza przesyłka     | Tommy Wick            |
| 2012         | Maximum Conviction       | Manning               |
| 2011         | Tactical Force           | Tate                  |
| 2011         | Knockout                 | Dan Barnes            |
| 2011         | Odrzut                   | Ryan Varrett          |
| 2010         | Zabójcze polowanie       | Jim Rhodes            |
| 2010         | Niezniszczalni           | Paine                 |
| 2010         | Intruz (direct-to-video) | Nieznajomy            |
| 2009         | Skaza                    | John Brickner         |
| 2007         | Potępiony                | Conrad                |
| 2006         | Tales of the Rat Fink    | Heavy Chevy (dubbing) |
| 2005         | Wykiwać klawisza         | Strażnik Dunham       |
| Źródło: IMDb |                          |                       |

#### Seriale
| Rok          | Serial                   | Odcinek                                               | Rola             |
| ------------ | ------------------------ | ----------------------------------------------------- | ---------------- |
| 2010         | Chuck                    | Sezon 3, odcinek 5, Chuck Versus First Class          | Hugo Panzer      |
| 2010         | Chuck                    | Sezon 4, odcinek 3, Chuck Versus the Cubic Z          | Hugo Panzer      |
| 2005         | The Bernie Mac Show      | Sezon 5, odcinek 2, Wrestling with a Sticky Situation | On sam           |
| 2000         | Dilbert                  | Sezon 2, odcinek 14, The Delivery                     | On sam           |
| 2002         | Zapasy na śmierć i życie | 2 odcinki                                             | On sam (dubbing) |
| 2001         | Zapasy na śmierć i życie | 3 odcinki                                             | On sam (dubbing) |
| 2000         | Zapasy na śmierć i życie | 5 odcinków                                            | On sam (dubbing) |
| 1999         | Zapasy na śmierć i życie | 5 odcinków                                            | On sam (dubbing) |
| 1998         | Zapasy na śmierć i życie | 4 odcinki                                             | On sam (dubbing) |
| 1998         | V.I.P.                   | Sezon 1, odcinek 5, Scents and Sensibility            | On sam           |
| 1997         | Nash Bridges             | 2 odcinki                                             | Jake Cage        |
| 1996         | Nash Bridges             | 4 odcinki                                             | Jake Cage        |
| Źródło: IMDb |                          |                                                       |                  |

### Gry komputerowe
Pojawił się w jednej grze WCW, WCW The Main Event (GB, 1994).
W Fire Pro Wrestling (2001, GB, GBA) postać inspirowana nim nazywała się The Bionic Man Steve Majors.
Pojawił się też w 32 grach WWE. Były to kolejno: WWF War Zone (1998, N64, PS), WWF Attitude (1999, N64, GB, PS, DC), WWF WrestleMania 2000 (1999, N64, GB, GBC), WWF SmackDown! (2000, PS), WWF Royal Rumble (2000, DC), WWF No Mercy (2000, N64), WWF SmackDown! 2: Know Your Role (2000, PS), WWF Betrayal (2001, GB, GBC), WWF Road To Wrestlemania (GB, GBA), WWF SmackDown! Just Bring It (2001, PS2), WWE RAW (2002, Xbox, PC), WWE Wrestlemania X-8 (2002, GC), WWE SmackDown! Shut Your Mouth (2002, PS2), WWE Crush Hour (2003, GC, PS2), WWE Wrestlemania XIX (2003, GC), WWE RAW 2 (2003, Xbox), WWE SmackDown! Here Comes The Pain (2003, PS2), WWE Day Of Reckoning 2 (2005, GC), WWE SmackDown! vs. RAW 2006 (2005, PS2, PSP), WWE SmackDown vs. Raw 2007 (2006, Xbox, Xbox360, PS2, PSP), WWE SmackDown! vs. RAW 2008 (2007, Wii, DS, Xbox360, PS2, PS3, PSP), WWE Legends Of WrestleMania (2009, Xbox360, PS3), WWE SmackDown vs. RAW 2010 (2009, Wii, DS, Xbox360, PS2, PS3, PSP), WWE SmackDown vs. RAW 2011 (2010, Wii, Xbox360, PS2, PS3, PSP), WWE All-Stars (2011, Wii, 3DS, Xbox360, PS2, PS3, PSP), WWE '12 (2011, Wii, Xbox360, PS3), WWE '13 (2012, Wii, Xbox360, PS3), WWE 2K14 (2013, Xbox360, PS3), WWE 2K15 (2013, Xbox360, XboxOne, PS3, PS4, PC), WWE 2K16 (2015, Xbox360, XboxOne, PS3, PS4, PC), WWE 2K17 (2016, Xbox360, XboxOne, PS3, PS4, PC) i WWE 2K18 (Switch, PS4, XboxOne, PC).
Gra WWE 2K16 jest mu szczególnie poświęcona. Steve Austin znajduje się na okładce, a w trybie Showcase gracz może sukcesywnie odwzorowywać kolejne ważne momenty w jego karierze.

#### Dubbing
| Rok          | Gra                              | Rola                    |
| ------------ | -------------------------------- | ----------------------- |
| 2015         | WWE 2K16                         | Stone Cold Steve Austin |
| 2014         | WWE 2K15                         | Stone Cold Steve Austin |
| 2013         | WWE 2K14                         | Stone Cold Steve Austin |
| 2012         | WWE '13                          | Stone Cold Steve Austin |
| 2011         | WWE '12                          | Stone Cold Steve Austin |
| 2007         | WWE SmackDown vs. RAW 2008       | Stone Cold Steve Austin |
| 2005         | WWE SmackDown! vs. RAW 2006      | Stone Cold Steve Austin |
| 2003         | WWE Crush Hour                   | Stone Cold Steve Austin |
| 2002         | WWE WrestleMania X-8             | Stone Cold Steve Austin |
| 2000         | WWF SmackDown! 2: Know Your Role | Stone Cold Steve Austin |
| 1999         | WWF Attitude                     | Stone Cold Steve Austin |
| 1998         | WWF War Zone                     | Stone Cold Steve Austin |
| Źródło: IMDb |                                  |                         |

## Życie prywatne

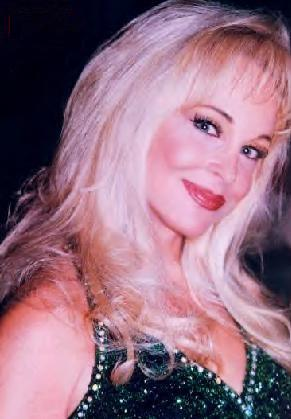
Debra Marshall – była żona Austina, która oskarżyła go o przemoc domową

Był żonaty cztery razy. Ma dwie biologiczne córki i jedną adoptowaną. Jego pierwszą żoną była Kathryn Burrhus, którą poznał w liceum i ożenił się z nią 24 listopada 1990. Rozwiedli się 7 sierpnia 1992. Po raz drugi ożenił się 18 grudnia 1992 z Jeannie Clark, która była w tym czasie jego valetem. Razem mają dwie córki, Stephanie (ur. 1992) i Cassidy (ur. 1996). Austin adoptował także córkę Clark z pierwszego małżeństwa, Jade Adams. Austin i Clark rozwiedli się 5 lutego 2003. Po rozwodzie ich córki zamieszkały z matką w Wielkiej Brytanii. 13 września 2000 poślubił wrestlerkę Debrę Marshall. Ich małżeństwo zostało unieważnione w związku z zarzutami stosowania przemocy przez Austina wobec Debry. Od 2009 roku jest żonaty z Kristin Feres.

## Problemy z prawem
Dwa lata po poślubieniu Debry Marshall Austinowi postawiono zarzut przemocy domowej. 15 czerwca 2002 policja przyjechała na wezwanie do jego mieszkania w San Antonio w Teksasie, gdzie znalazła rozhisteryzowaną Debrę Marshall pokrytą siniakami. Austin opuścił dom i został poproszony przez policję aby nie wracał. 14 kwietnia został aresztowany, a 25 listopada sąd wydał wyrok wymierzenia kary oskarżonemu, ale de facto nie ogłaszał go winnym. Austin otrzymał w ramach kary rok okresu próbnego, w trakcie którego miał zakaz spożywania alkoholu, tysiąc dolarów grzywny i 80 godzin prac społecznych. Marshall oświadczyła, że powodem brutalnego zachowania Austina było zażywanie steroidów i że Austin pobił ją trzy razy, ale WWF zabroniło jej informowania o tym mediów z obawy, że firma poniesie milionowe straty. WWF nie przyznało się do zarzutów. Austin i Debra rozwiedli się 5 lutego 2003.

## Mistrzostwa i osiągnięcia
- Steve Austin w czasie ceremonii WWE Hall of Fame w 2009United States Wrestling Association

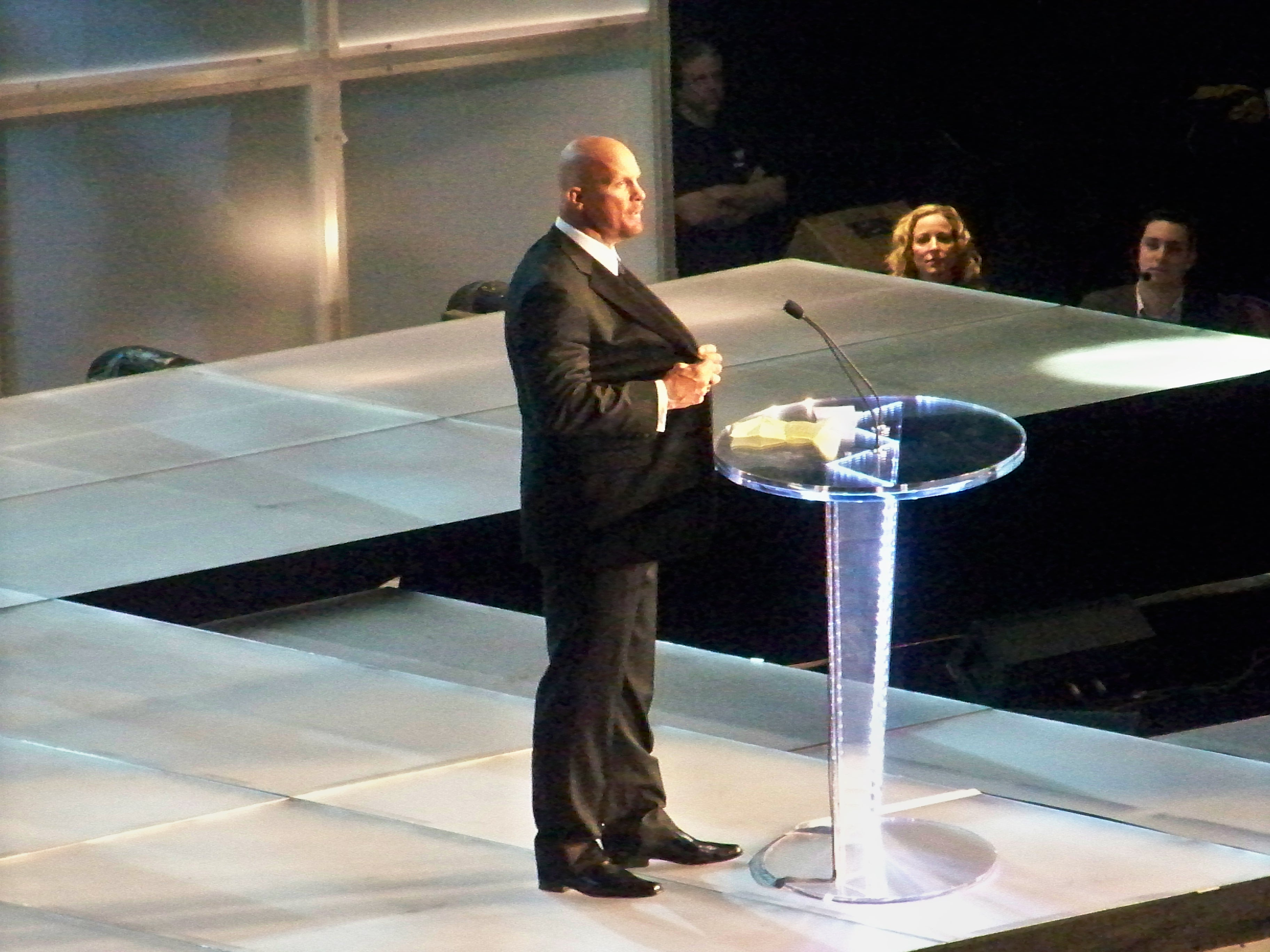
Steve Austin w czasie ceremonii WWE Hall of Fame w 2009

  - TWF Tag Team Championship (1 raz) – z Rodem Price’em
- World Championship Wrestling
  - WCW World Television Champion (2 razy)
  - NWA / WCW World Tag Team Championship (1 raz) – z Flyin' Brianem
  - WCW United States Heavyweight Championship (2 razy)
- World Wrestling Federation
  - WWF Intercontinental Championship (2 razy)
  - WWF Championship / WWF World Heavyweight Champion (6 razy)
  - WWF World Tag Team Championship (4 razy) – z Shawnem Michaelsem (1 raz), z Dude Love’em (1 raz), z The Undertakerem (1 raz) i z Triple H (1 raz)
  - zwycięzca King of the Ring (1996)
  - zwycięzca WWF Royal Rumble (1997, 1998, 2001)
  - WWE Hall of Fame (2009)
- Pro Wrestling Illustrated
  - Debiutant roku (1990)
  - Najpopularniejszy zawodnik roku (1998)
  - Feud roku (1998, 1999, z Vince’em McMahonem)
  - Zawodnik roku (1998, 1999, 2001)
  - Najbardziej znienawidzony zawodnik roku (2001)
  - PWI 500
    - 31. miejsce w 1991 roku
    - 10. miejsce w 1992 roku
    - 23. miejsce w 1993 roku
    - 6. miejsce w 1994 roku
    - 43. miejsce w 1995 roku
    - 22. miejsce w 1996 roku
    - 3. miejsce w 1997 roku
    - 1. miejsce w 1998 roku
    - 1. miejsce w 1999 roku
    - 2. miejsce w 2001 roku
    - 13. miejsce w 2002 roku[1]
- Professional Wrestling Hall of Fame and Museum
  - Wprowadzony w 2016[50]